# North South Football League 2021
La North South Football League 2021 è la 1ª edizione dell'omonimo torneo di football americano.

## Squadre partecipanti
| Club                | Città    | Stadio | Sponsor ufficiale | Risultato nella stagione 2020 |
| ------------------- | -------- | ------ | ----------------- | ----------------------------- |
| Beijing Cyclones    | Pechino  |        |                   |                               |
| Hangzhou Ospreys    | Hangzhou |        |                   |                               |
| Jiaxing Hornets     | Jiaxing  |        |                   |                               |
| Jinan Mammoths      | Jinan    |        |                   |                               |
| Nanjing Tigers      | Nanchino |        |                   |                               |
| Shenyang Hunters    | Shenyang |        |                   |                               |
| Suzhou Blue Knights | Suzhou   |        |                   |                               |
| Tianjin Black Sails | Tientsin |        |                   |                               |

## Stagione regolare

### Calendario

#### 1ª giornata
| 10 aprile 2021 | Tianjin Black Sails | 14 – 26 | Shenyang Hunters |  |

| 10 aprile 2021 | Suzhou Blue Knights | 16 – 53 | Nanjing Tigers |  |

#### 2ª giornata
| 17 aprile 2021 | Hangzhou Ospreys | – | Jiaxing Hornets |  |

#### 3ª giornata
| 15 maggio 2021 | Jinan Mammoths | 12 – 0 | Shenyang Hunters |  |

| 15 maggio 2021 | Suzhou Blue Knights | 19 – 6 | Hangzhou Ospreys |  |

| 16 maggio 2021 | Nanjing Tigers | – | Jiaxing Hornets |  |

#### 4ª giornata
| 22 maggio 2021 | Beijing Cyclones | – | Tianjin Black Sails |  |

#### 5ª giornata
| 12 giugno 2021 | Tianjin Black Sails | 22 – 0 | Suzhou Blue Knights |  |

#### 6ª giornata
| 19 giugno 2021 | Shenyang Hunters | 26 – 19 | Nanjing Tigers |  |

| 19 giugno 2021 | Hangzhou Ospreys | – | Beijing Cyclones |  |

#### 7ª giornata
| 26 giugno 2021 | Beijing Cyclones | 14 – 21 | Jinan Mammoths |  |

#### 8ª giornata
| 17 luglio 2021 | Shenyang Hunters | 28 – 26 | Beijing Cyclones |  |

| 17 luglio 2021 | Nanjing Tigers | 31 – 6 | Hangzhou Ospreys |  |

### Classifiche
Le classifiche della regular season sono le seguenti:
- PCT = percentuale di vittorie, G = partite giocate, V = partite vinte,  P = partite perse, PF = punti fatti, PS = punti subiti

#### Girone Nord
| Pos. | Squadra             | PCT   | G | V | N | P | PF | PS |
| ---- | ------------------- | ----- | - | - | - | - | -- | -- |
| 1    | Jinan Mammoths      | 1.000 | 2 | 2 | 0 | 0 | 33 | 14 |
| 2    | Shenyang Hunters    | .667  | 4 | 3 | 0 | 1 | 80 | 71 |
| 3    | Tianjin Black Sails | .500  | 2 | 1 | 0 | 1 | 36 | 26 |
| 4    | Beijing Cyclones    | .000  | 2 | 0 | 0 | 2 | 40 | 49 |

#### Girone Sud
| Pos. | Squadra             | PCT  | G | V | N | P | PF  | PS |
| ---- | ------------------- | ---- | - | - | - | - | --- | -- |
| 1    | Nanjing Tigers      | .667 | 3 | 2 | 0 | 1 | 103 | 48 |
| 2    | Suzhou Blue Knights | .333 | 3 | 1 | 0 | 2 | 35  | 81 |
| 3    | Hangzhou Ospreys    | .000 | 2 | 0 | 0 | 2 | 12  | 50 |

## Verdetti
- TBD Campioni della NSFL 2021